# Róbert Feczesin
Róbert Feczesin est un footballeur hongrois né le 22 février 1986 à Budapest. Il joue au poste d'attaquant.

## Carrière
- 2003-2006 : Újpest FC  Hongrie
- 2006-2007 : FC Sopron  Hongrie
- 2007-2012 : Brescia  Italie
  - 2009-2010 : Debreceni VSC  Hongrie (prêt)
  - jan. 2011-2011 : Ascoli  Italie (prêt)
- 2012-2013 : Ascoli  Italie
- 2013-2014 : Padova  Italie
- 2014-2016 : Videoton FC
- 2017-2018 : Jeonnam Dragons  Corée du Sud
- 2018-2019 : Adanaspor  Turquie
- 2019-2020 : Újpest Football Club  Hongrie
- 2020 : Vasas SC  Hongrie

## Palmarès
- Champion de Hongrie en 2010 et 2015
- Vainqueur de la Coupe de Hongrie en 2010
- Vainqueur de la Coupe de la Ligue hongroise en 2010

## Sélections
- 11 sélections et 4 buts en équipe de Hongrie entre 2005 et 2008
- 15 sélections et 7 buts en équipe de Hongrie espoirs entre 2004 et 2008